# Koolhoven F.K.49
Koolhoven F.K.49 là một loại máy bay thám sát không ảnh, chế tạo ở Hà Lan vào năm 1935.

## Biến thể
- F.K.49
- F.K.49A

## Quốc gia sử dụng
Netherlands
- - Luchtvaart Afdeling

 Phần Lan
- - Finnish Coast Guard

 Hungary
- HARITA Kitaati/Genel Komutanligi

 Thổ Nhĩ Kỳ
- Bộ tổng chỉ huy bản đồ
- Không quân Thổ Nhĩ Kỳ

## Tính năng kỹ chiến thuật
Đặc điểm tổng quát
- Kíp lái: 2
- Chiều dài: 11.70 m (38 ft 5 in)
- Sải cánh: 16.00 m (52 ft 6 in)
- Chiều cao: 3.00 m (9 ft 10 in)
- Diện tích cánh: 35.0 m2 (377 ft2)
- Trọng lượng rỗng: 1.330 kg (2.900 lb)
- Trọng lượng có tải: 2.120 kg (4.660 lb)
- Powerplant: 2 × de Havilland Gipsy Major, 100 kW (130 hp) mỗi chiêc

Hiệu suất bay
- Vận tốc cực đại: 202 km/h (126 mph)
- Tầm bay: 790 km (490 dặm)
- Trần bay: 4.300 m (14.100 ft)